# Chilly Gonzales
Chilly Gonzales, pseudonimo di Jason Charles Beck (Montréal, 20 marzo 1972), è un pianista canadese residente a Parigi.

## Biografia
Sebbene sia molto conosciuto per il suo primo album (MC ed elettronica), è anche pianista, produttore e cantautore. Collabora regolarmente con i musicisti canadesi Feist, Peaches e Mocky. Ha inoltre collaborato con Jamie Lidell nell'album Multiply e con Buck 65 nell'album Secret House Against the World.
Dopo esperienze musicali eterogenee, nel 2004 Gonzales rivela un nuovo volto, con un album interamente strumentale, Solo Piano. Acclamato dal pubblico e dalla critica, si ispira al lavoro del compositore Erik Satie. Rimane il disco più venduto di Gonzales.
È fratello del compositore Christophe Beck.

## Discografia

### Come Jason Beck
- Thriller - Warner Bros. Records, 1996
- Filler - EP, 1997
- Wolfstein - Warner Bros. Records, 1998

### Come Chilly Gonzales
- Let's Groove Again - Single, 1999
- O.P. Original Prankster - (EP), 1999
- Gonzales Über Alles - Kitty-Yo, 2000
- The Entertainist - Kitty-Yo, 2000 (under the name "Chilly Gonzales")
- Presidential Suite - Kitty-Yo, 2002
- Z - Kitty-Yo, 2003
- Solo Piano - No Format!, 2004
- Soft Power - Mercury / Universal, 2008
- Rollin' & Scratchin (Gonzales 'Pianist Envy' Rework)- Single - 2010
- Ivory Tower - Arts & Crafts International, 2010
- Solo Piano II - Art & Crafts International, 2012
- Room 29 - Chilly Gonzalez, Jarvis Cocker - Deutsche Grammophon, 2017
- Live at Massey Hall - Gentle Threat, 2018
- Other People's Pieces - Gentle Threat, 2018
- Solo Piano III – 2018
- Gonzo - 2024

### Collaborazioni
- 2013 - Random Access Memories con i Daft Punk (Within e tastiere in Give Life Back to Music)

### Video
- From Major to Minor - 2006 - No Format!